# 张虞
张虞，浙江人，是一名清朝政治人物。
曾任福建省霞浦县知县，于1771年接替王如涛任永安县知县一职，1772由周鸿勋接任。